# 京都府道563号松尾寺停車場線
京都府道563号松尾寺停車場線（きょうとふどう563ごう まつおでらていしゃじょうせん）は、京都府舞鶴市を通る一般府道である。

## 概要
舞鶴市字吉坂のJR西日本小浜線 松尾寺駅前から国道27号に至る。

### 路線データ
- 起点：舞鶴市字吉坂（JR西日本小浜線 松尾寺駅前）
- 終点：舞鶴市字吉坂（松尾寺駅交差点、国道27号交点）

## 路線状況

### 道路施設

#### 橋梁
- 吉坂小橋（志楽川、舞鶴市）

## 地理

### 通過する自治体
- 舞鶴市

### 交差する道路
| 交差する道路 | 交差する場所 | 交差する場所      |
| ------------ | ------------ | ----------------- |
| 国道27号     | 字吉坂       | 松尾寺駅前 / 終点 |

### 沿線
- JR西日本小浜線 松尾寺駅